# Шакпацький сільський округ
Шакпа́цький сільський округ (каз. Шақпақ ауылдық округі, рос. Шакпакский сельский округ) — адміністративна одиниця у складі Жуалинського району Жамбильської області Казахстану. Адміністративний центр — село Шакпак-Ата.
Населення — 4043 особи (2021; 3888 у 2009, 3854 у 1999, 4049 у 1989).
Станом на 1989 рік існувала Кременевська сільська рада (села Амангельди, Інтимак, Калініно, Кремневка, селище Чокпак), станом на 1999 рік Шакпакатинський сільський округ.

## Склад
До складу округу входять такі населені пункти:
| Населений пункт            | Старі назви | Населення, осіб (1989) | Населення, осіб (1999) | Населення, осіб (2009) | Населення, осіб (2021) |
| -------------------------- | ----------- | ---------------------- | ---------------------- | ---------------------- | ---------------------- |
| Амансай, село              | Калініно    | 159                    | 175                    | 158                    | 173                    |
| Інтимак, село              | -           | 394                    | 404                    | 438                    | 425                    |
| Таттібая Дуйсебайули, село | Амангельди  | 851                    | 776                    | 868                    | 930                    |
| Шакпак, станційне селище   | Чокпак      | 140                    | 96                     | 92                     | 88                     |
| Шакпак-Ата, село           | Кремневка   | 2505                   | 2403                   | 2332                   | 2427                   |